# Galeopsis bifida
La canapetta bifida (nome scientifico Galeopsis bifida Boenn., 1824) è una piccola pianta erbacea dai fiori labiati appartenente alla famiglia delle Lamiaceae.

## Etimologia
Linneo nel 1753 nel creare il nome generico di queste piante ha pensato indubbiamente alla forma di “elmo” del labbro superiore della corolla. Galeopsis è un antico nome greco/latino (derivato da "galea" = casco) già usato da Gaio Plinio Secondo (Como, 23 – Stabiae, 25 agosto 79]), scrittore, ammiraglio e naturalista romano, per qualche pianta simile alle ortiche. L'epiteto specifico (bifida) significa "separata o divisa in due" o anche "con labbro leporino" e fa riferimento alla particolare forma della corolla di questa pianta.
Il nome scientifico della specie stato definito per la prima volta dal botanico olandese, funzionario prussiano, avvocato, agricoltore e medico Clemens Maria Friedrich von Boenninghausen (1785-1864) nella pubblicazione "Prodromus Florae Monasteriensis Westphalorum - 178. 1824" del 1824.

## Descrizione

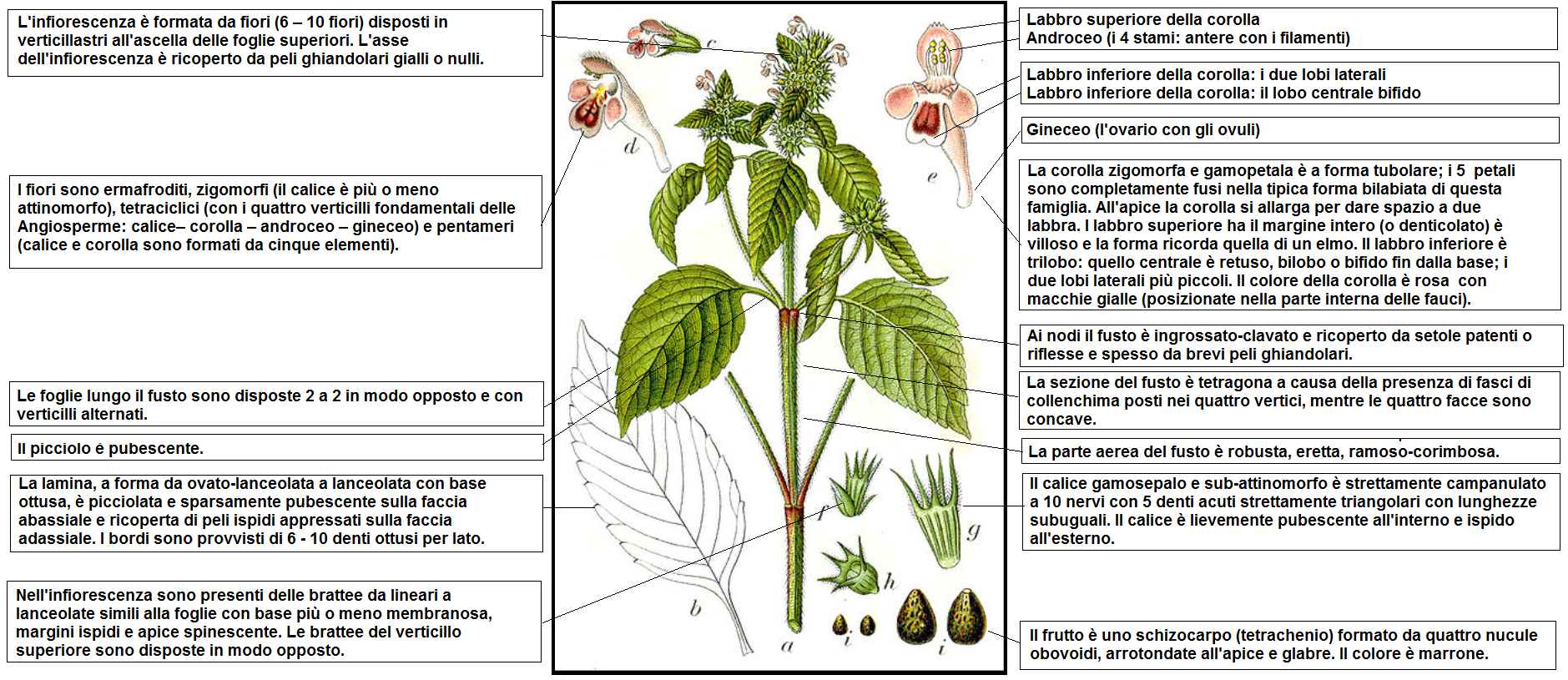
Descrizione delle parti della pianta

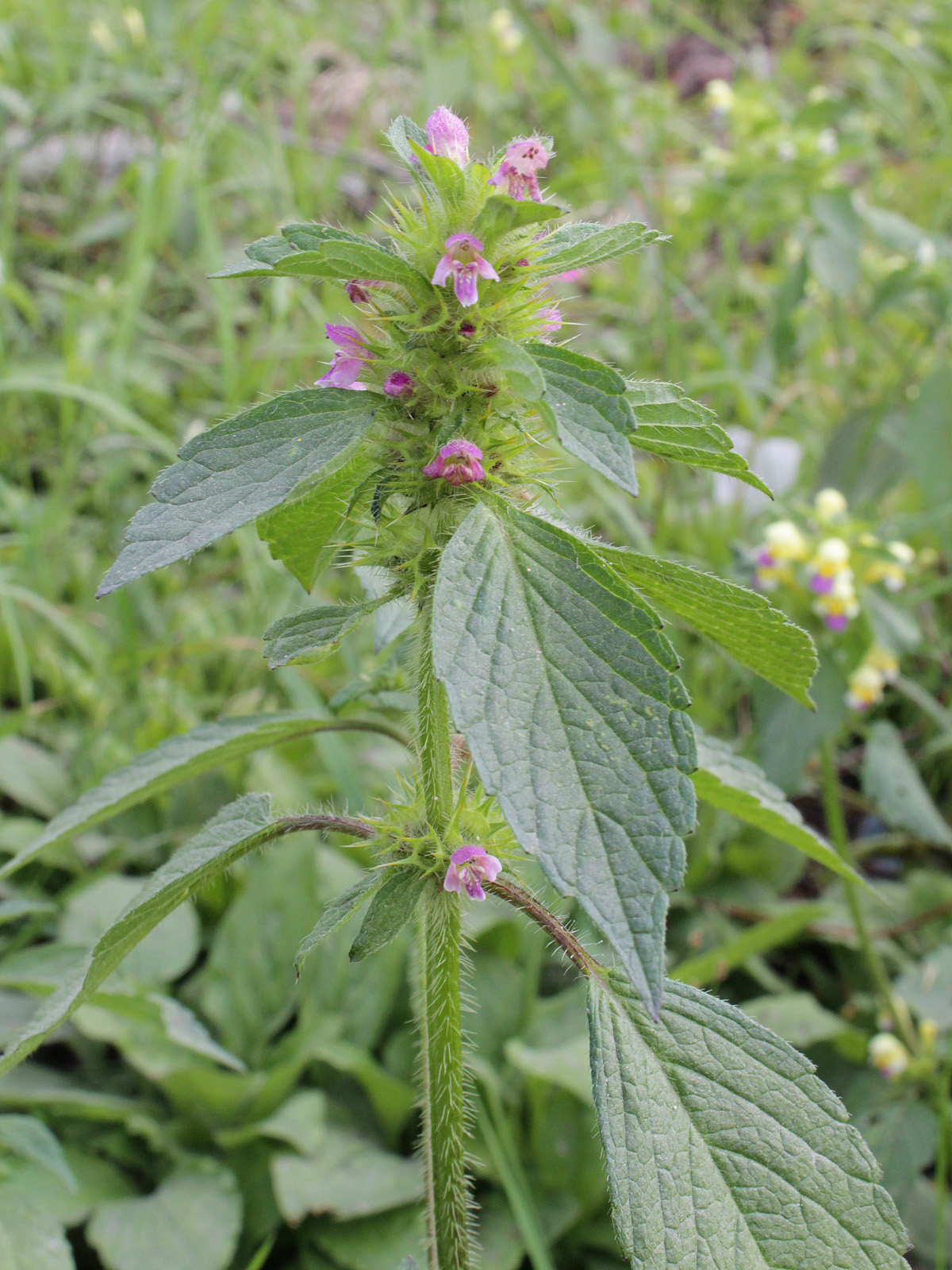
Il portamento

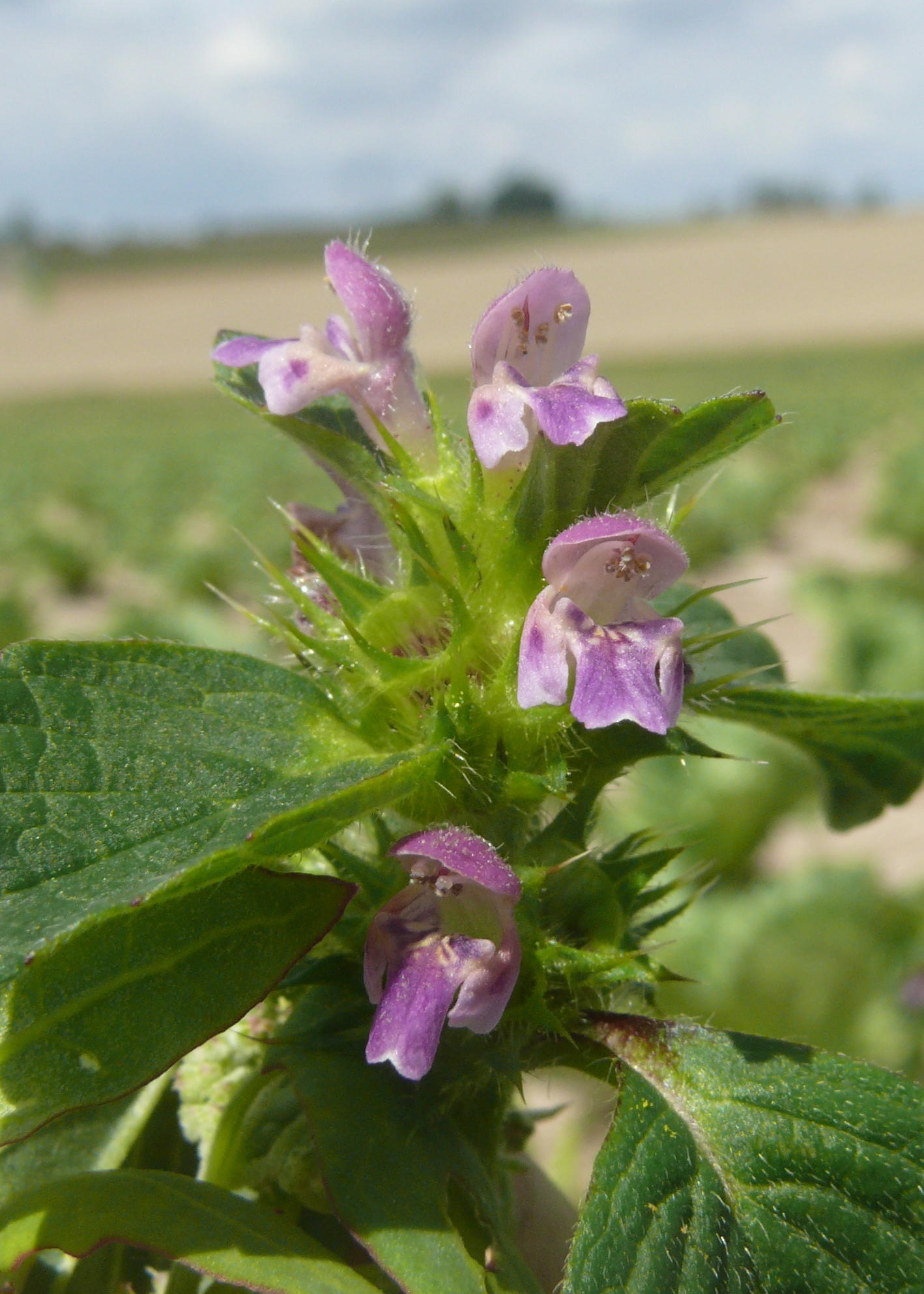
Infiorescenza

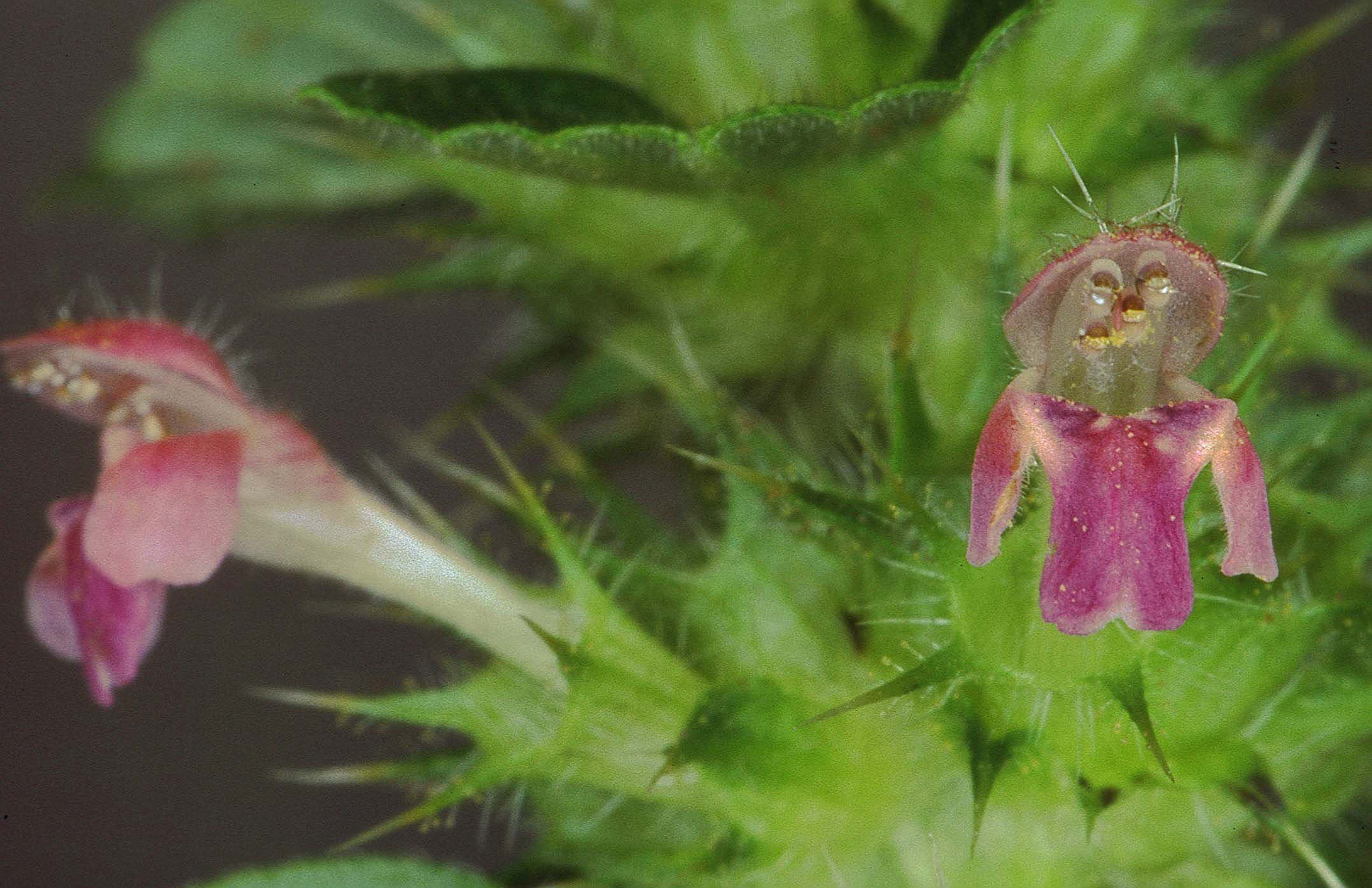
Il fiore

Questa specie di piante può raggiungere i 20 – 40 cm di altezza (massimo 100 cm per le varietà asiatiche). La forma biologica è terofita scaposa (T scap), ossia in generale sono piante erbacee che differiscono dalle altre forme biologiche poiché, essendo annuali, superano la stagione avversa sotto forma di seme e sono munite di asse fiorale eretto e spesso privo di foglie.

### Radici
Le radici sono di tipo fittone.

### Fusto
La parte aerea del fusto è robusta, eretta, ramoso-corimbosa e a sezione tetragona a causa della presenza di fasci di collenchima posti nei quattro vertici, mentre le quattro facce sono concave. Ai nodi il fusto è ingrossato-clavato e ricoperto da setole patenti o riflesse e spesso da brevi peli ghiandolari. In genere la pubescenza è distribuita sulle facce opposte alternativamente.

### Foglie
Le foglie lungo il fusto sono disposte 2 a 2 in modo opposto e con verticilli alternati. La lamina, a forma da ovato-lanceolata a lanceolata con base ottusa, è picciolata e sparsamente pubescente sulla faccia abassiale e ricoperta di peli ispidi appressati sulla faccia adassiale (anche il picciolo è pubescente). I bordi sono provvisti di 6 - 10 denti ottusi per lato. Lunghezza del picciolo: 1 – 3 cm. Dimensione della lamina fogliare: larghezza 1 – 4 cm; lunghezza 5 – 8 cm.

### Infiorescenza
L'infiorescenza è formata da fiori (6 – 10 fiori) disposti in verticillastri all'ascella delle foglie superiori. L'asse dell'infiorescenza è ricoperto da peli ghiandolari gialli o nulli. Sono presenti delle brattee da lineari a lanceolate simili alle foglie con base più o meno membranosa, margini ispidi e apice spinescente. Le brattee del verticillo superiore sono disposte in modo opposto. Lunghezza delle brattee: 3 – 6 mm.

### Fiore
I fiori sono ermafroditi, zigomorfi (il calice è più o meno attinomorfo), tetraciclici (con i quattro verticilli fondamentali delle Angiosperme: calice– corolla – androceo – gineceo) e pentameri (calice e corolla sono formati da cinque elementi).
- Formula fiorale. Per questa specie la formula fiorale della famiglia è la seguente:[9][11]

X, K (5), [C (2+3), A 2+2], G (2), supero, drupa (4 nucole)
- Calice: il calice gamosepalo e sub-attinomorfo è strettamente campanulato a 10 nervi con 5 denti acuti strettamente triangolari con lunghezze subuguali. Il calice è lievemente pubescente all'interno e ispido all'esterno. Dimensione del tubo calicino: 5 – 7 mm; lunghezza dei denti 4 – 6 mm.
- Corolla: la corolla zigomorfa e gamopetala è a forma tubolare; i 4[12]/5 petali sono completamente fusi nella tipica forma bilabiata di questa famiglia. All'apice la corolla si allarga per dare spazio a due labbra. I labbro superiore ha il margine intero (o denticolato) è villoso e la forma ricorda quella di un elmo. Il labbro inferiore è trilobo: quello centrale è retuso, bilobo o bifido fin dalla base; i due lobi laterali più piccoli. Il colore della corolla è rosa con macchie gialle (posizionate nella parte interna delle fauci). Le fauci della corolla sono prive dell'anello di peli presente invece in altri generi della famiglia delle Lamiaceae. La corolla inizialmente è inclusa nel calice, poi all'antesi è lunga il doppio del calice stesso. Lunghezza della corolla: 10 – 15 mm.
- Androceo: l'androceo possiede quattro stami didinami e sporgenti dalla corolla e posizionati sotto il labbro superiore. I filamenti sono adnati alla corolla e leggermente pubescenti alla base. Le antere sono biloculari. Le teche sono più o meno distinte. La deiscenza è longitudinale per due valve. I granuli pollinici sono del tipo tricolpato o esacolpato.
- Gineceo: l'ovario (tetraloculare) è supero formato da 2 carpelli saldati (ovario bicarpellare). Lo stilo, inserito alla base dell'ovario (stilo ginobasico), ha lo stigma bifido.
- Fioritura: da giugno a agosto.

### Frutti
Il frutto è uno schizocarpo (tetrachenio) formato da quattro nucule obovoidi, arrotondate all'apice e glabre. Il colore è marrone.

## Riproduzione
- Impollinazione: l'impollinazione avviene tramite insetti (impollinazione entomogama) mediante ditteri, imenotteri, e lepidotteri (meno frequentemente).[8]
- Riproduzione: la fecondazione avviene fondamentalmente tramite l'impollinazione dei fiori (vedi sopra).
- Dispersione: i semi cadendo a terra sono dispersi soprattutto da insetti tipo formiche (disseminazione mirmecoria).

## Distribuzione e habitat

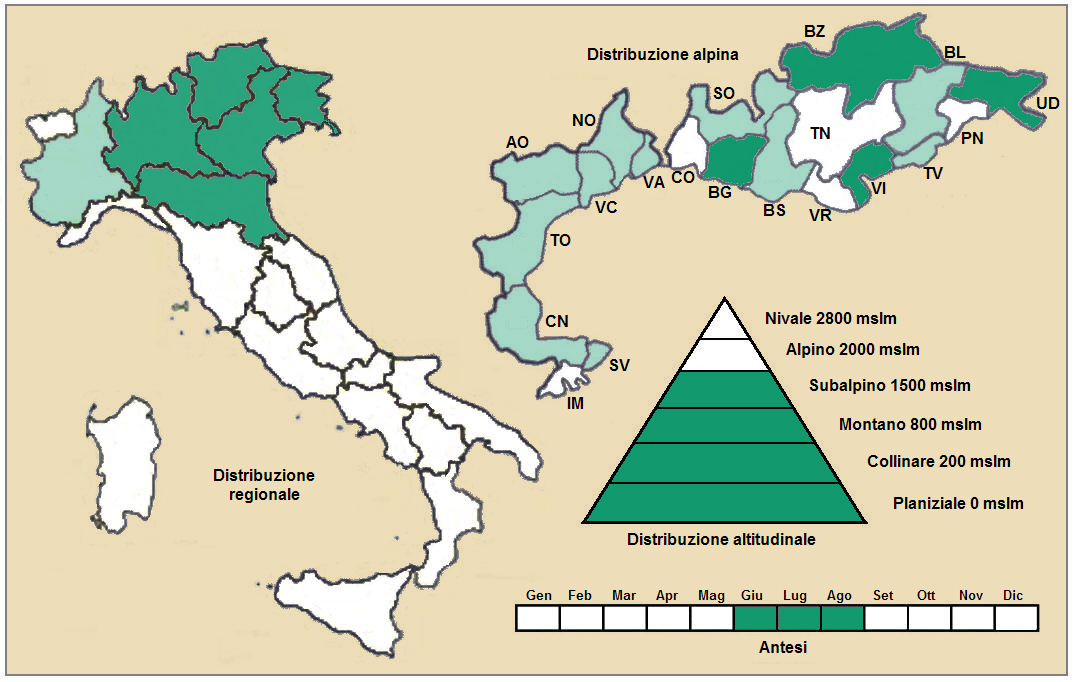
Distribuzione della pianta
(Distribuzione regionale – Distribuzione alpina)

- Geoelemento: il tipo corologico (area di origine) è Eurosiberiano (Subatlantico) o anche Euroasiatico.
- Distribuzione: in Italia questa specie è rara e si trova solamente al Nord. Nelle Alpi ha una distribuzione discontinua. Fuori dall'Italia, sempre nelle Alpi, questa specie si trova in Francia (dipartimenti dell'Alta Savoia), in Svizzera (cantoni Vallese e Ticino), in Austria (tutti gli Länder ad esclusione del Vorarlberg). Sugli altri rilievi europei collegati alle Alpi si trova nella Foresta Nera, Massiccio del Giura, Massiccio Centrale, Monti Balcani e Carpazi.[16] In Europa è ovunque presente e si trova anche nella Transcaucasia e nell'Anatolia.[17] Fuori dall'Europa questa specie si trova in Asia (Cina, Mongolia e Giappone) e nel Nord America (fino all'Alaska).[14]
- Habitat: l'habitat tipico per questa pianta sono i ruderi, gli incolti e le radure; ma anche le siepi, i margini dei boschi e le schiarite forestali. Il substrato preferito è siliceo con pH acido, alti valori nutrizionali del terreno che deve essere mediamente umido.[16]
- Distribuzione altitudinale: sui rilievi alpini queste piante si possono trovare fino a 1500 m s.l.m. (fino a 4000 m s.l.m. in alcune parti della Cina[14]); nell'areale alpino frequentano quindi i seguenti piani vegetazionali: collinare, montano e subalpino (oltre a quello planiziale – a livello del mare).

### Fitosociologia
Dal punto di vista fitosociologico alpino Galeopsis bifida appartiene alla seguente comunità vegetale:
- Formazione: delle comunità perenni nitrofile

- Classe: Artemisietea vulgaris

- Ordine: Galio-Alliarietalia

- Alleanza: Aegopodion podagrariae

## Tassonomia
La famiglia di appartenenza della specie (Lamiaceae), molto numerosa con circa 250 generi e quasi 7000 specie, ha il principale centro di differenziazione nel bacino del Mediterraneo e sono piante per lo più xerofile (in Brasile sono presenti anche specie arboree). Per la presenza di sostanze aromatiche, molte specie di questa famiglia sono usate in cucina come condimento, in profumeria, liquoreria e farmacia. Il genere Galeopsis si compone di qualche decina di specie, otto delle quali vivono in Italia e nell'ambito della famiglia sono descritte all'interno della sottofamiglia Lamioideae caratterizzata dallo stilo di tipo ginobasico e dal polline 3-colpato con 2 celle. Nelle classificazioni più vecchie la famiglia è chiamata Labiatae.
Il numero cromosomico di Galeopsis bifida è: 2n = 32..

### Varietà
La specie di questa voce (insieme alla specie simile Galeopsis tetrahit L. - Canapetta comune) è allopoliploide derivata dall'incrocio di Galeopsis speciosa Miller (Canapetta screziata) con Galeopsis pubescens Besser (Canapetta pubescente) e ulteriormente reincrociata con G. pubescens. La variabilità si manifesta nei seguenti caratteri morfologici:
- il portamento;
- la pelosità;
- la presenza di screziature cerose presso i nodi;
- il numero dei fiori per ciascun verticillo dell'infiorescenza;
- le dimensioni dei denti del calice;
- la dimensione e il colore della corolla (a volte giallastra, quasi bianca).

Ulteriori analisi di tipo molecolare hanno dimostrato che le due specie provengono da cladi distinti e che i dati morfologici sono più variabili rispetto ai marcatori molecolari.
La tabella seguente evidenzia le differenze morfologiche tra la specie di questa voce e la specie G. tetrahit:
| Specie      | Tipo si pubescenza nell'infiorescenza | Corolla                                               | Morfologia del labbro inferiore |
| ----------- | ------------------------------------- | ----------------------------------------------------- | ------------------------------- |
| G. tetrahit | setole patenti o riflesse             | lunghezza di 15 – 20 mm                               | intero e più o meno quadrato    |
| G. bifida   | peli ghiandolari gialli               | lunghezza di 10 – 15 mm con chiazze gialle alle fauci | retuso, bilobo o bifido         |

### Sinonimi
Questa entità ha avuto nel tempo diverse nomenclature. L'elenco seguente indica alcuni tra i sinonimi più frequenti:
- Galeopsis bifida var. emarginata Nakai
- Galeopsis pallens  Briq.
- Galeopsis pernkofferi  Wettst.
- Galeopsis tetrahit subsp. bifida  (Boenn.) Nyman
- Galeopsis tetrahit var. bifida  (Boenn.) Lej. & Courtois
- Galeopsis tetrahit var. bifida  (Boenn.) Kudô
- Galeopsis tetrahit var. parviflora  Benth

## Altre notizie
La galeopside bifida in altre lingue è chiamata nei seguenti modi:
- (DE)  Zweizipfliger Hohlzahn
- (FR)  Galéopsis bifide
- (EN)  Lesser Hemp-nettle